# アンポスタ
アンポスタ （Amposta）は、スペイン・カタルーニャ州タラゴナ県にあるムニシピオ（基礎自治体）。ムンシアー郡に属する。

## 地理
エブロ川デルタ地帯にある。市街の東端は湿地の上につくられた。ムンシアー郡の中心自治体にして最大の面積を持つ。

### 人口
| アンポスタの人口推移 1900－2010                         |
|                                                         |
| 出典:INE（スペイン国立統計局）1900年 - 1991年、1996年 - |

## 歴史
ローマによる征服以前、この地にはイベリア人の一部族で、エブロ川流域に広く暮らしていたイレルカウォネス族（es）の中心地があった。
第二次ポエニ戦争において、イレルカウォネス族はカルタゴに味方したため、ローマ軍に町を破壊された。イレルカウォネス族の文化は失われ、ローマに併合された。ローマ人たちはエブロ川を見下ろす高台に宿場をつくった。これがアンポスタ旧市街であり、彼らはアムニ・インポスタ（Amni Imposita）の名で呼んだ。
アラブ人のイベリア半島支配時代、アラブ人たちはローマの宿場と同じ場所に砦を築いた。
バルセロナ伯ラモン・バランゲー3世が1095年と1097年の2度、アンポスタ征服を試みたが失敗した。1149年、ラモン・バランゲー4世がアンポスタを征服し、アンポスタ城とその周囲の土地を聖ヨハネ騎士団に授けた。彼らは城を、アラゴン連合王国における騎士団領の中心とした。この時代のアンポスタは非常に繁栄しまた重要性を帯びた。『カステリャニア・デ・アンポスタ』（es、アンポスタの修道会領）の称号は、連合王国内での強大な権力を表した。1280年、城はアラゴン王家のものとなった。その後、城の優位性は衰えていった。
カタルーニャ内戦時代、アンポスタはビアナ公カルロスを支持し、フェルナンド・デ・アンテケーラを新王として認めなかった。そのため1465年10月より城は包囲され、8ヵ月後に陥落し徹底的に破壊された。
近代に入ると、防衛設備の失われたアンポスタは、16世紀にスペインの地中海沿岸を荒らしまわっていたバルバリア海賊やトルコ海賊の襲撃を3度受けた。17世紀から19世紀にかけ、デルタの開拓や港が建設され、ゆっくりと経済が回復していった。
カルリスタ戦争ではカルリスタ軍支持となり、王党派が幾度か包囲した。
19世紀、都市の拡張と人口の増加が見られた。1860年からデルタ一帯で稲作が始まった。他にも製油所や、サトウキビ栽培が行われた。20世紀初頭に人口は約4,000人に達した。スペイン内戦期に人口の伸びは停滞し、1938年3月にはイタリア空軍による爆撃でエブロ川に架かる吊橋が破壊された。

## 経済
伝統的に稲作や灌漑農業が主体である。しかし現在は産業が多様化し、農業が占める部分は大きいが機械製造業も行われている。

## 出身著名人
- ホセ・セラ・ヒル（José Serra Gil） - 自転車競技選手
- イノセンシオ・ソリアーノ・モンタグ（Inocencio Soriano Montagut - 彫刻家

## 姉妹都市
- サン＝ジャン＝ド＝ラ＝リュユ、フランス